# Dollmatekke
Die Dollmatekke (albanisch Teqja e Dollmës) ist eine historische Tekke der Bektaschiten in der Burg von Kruja in Albanien. Sie liegt am westlichen, unteren Rand der Festungsanlage. Die Tekke ist seit 1973 ein staatliches Kulturdenkmal.
Vom historischen Derwischkloster ist noch die Türbe von Haxhi Mustafa Baba erhalten, die in den 1770er Jahren erbaut worden ist. Sie richtete sich nach dem Vorbild der Einkuppelmoscheen. Die aus Stein errichteten Wände des quadratischen Baus messen 7,20 Meter. Die flache Kuppel ruht auf einem niedrigen achteckigen Tambour. Die Innenwände sind reichhaltig verziert mit Blumenranken und Schriften. Ein Grab stammt von Adem Aga Toptani, der 1784 verstorben ist und vermutlich die Tekke gegründet hatte.
Rund um die Tekke befindet sich ein kleiner Garten mit mehreren Gräbern von Bektaschi-Würdeträgern. Eines stammt von Haxhi Mustafa Baba, der 1495 verstorben war. Ein Olivenbaum im Garten, der den Namen Skanderbegs trägt, soll über 1000 Jahre alt sein. Neben der Tekke befindet sich noch ein alter Hammam.
Im Jahr 1967 wurde die Tekke geschlossen, nachdem Religionsausübung im kommunistischen Albanien verboten worden war. Im Dezember 1990 wurde die Tekke als erste des Landes wiedereröffnet. Heute verfügt die Tekke wieder über die üblichen Räumlichkeiten für den Empfang und die Bewirtung von Gästen sowie eine Küche und einen Brotofen.
Beim Erdbeben von 2019 wurde der Bau beschädigt und 2022 restauriert.